# TV5 Network
TV5 Network, Inc., powszechnie znany jako TV5 – filipińska firma medialna z siedzibą w Mandaluyong. Jest własnością MediaQuest Holdings, spółki zależnej PLDT, na czele której stoi prezes Manuel V. Pangilinan.

## Kanały telewizyjne

### Obecne

#### Lokalne
- TV5
- NBA TV Philippines
- One News
- One PH
- One Screen
- One Sports
- PBA Rush
- Sari-Sari Channel

#### Międzynarodowe
- Kapatid Channel
- AksyonTV International

### Dawne
- 5 Plus
- AksyonTV (obecnie działa jako kanał międzynarodowy)
- Bloomberg TV Philippines
- Fox Filipino
- Hyper
- Weather Information Network

## Stacje radiowe

### Radyo5 News FM
- DWFM 92.3 FM (Manila)
- DYNC 101.9 FM (Cebu)
- DXFM 101.9 FM (Davao)

## Spółki zależne i oddziały

### Spółki zależne
- Cignal TV, Inc. 
  - Cignal
  - CignalPlay
  - SatLite
- Media5 Marketing Corporation (Media5)
- Nation Broadcasting Corporation
- Pilipinas Global Network Ltd.
- Straight Shooters
- Sulit TV
- TVJ Productions (51%)
- UXS, Inc. (30%)

### Oddziały
- Alagang Kapatid Foundation, Inc.
- Cignal Entertainment
- Digital5
- News5
  - News5 Digital
- One Sports
- Rescue5
- Regional5 (zamknięte w 2016 roku)
- Studio5
- Talent5 (zamknięte w 2016 roku)
- TV5 Entertainment Group